# 와노우치정
와노우치정(일본어: 輪之内町)은 일본 기후현 서부에 있는 안파치군의 정이다.

## 인접한 자치체
- 오가키시
- 하시마시
- 가이즈시
- 안파치군 안파치정
- 요로군 요로정

## 역사
- 1954년 - 니키촌·후쿠즈카촌·오야부정이 합병해 와노우치정이 성립하였다.

## 교통

### 도로
- 국도 258호선